# بيلي ألدريتش
بيلي ألدريتش (بالإنجليزية: Bailey Aldrich) هو قاضٍ اتحادي للولايات المتحدة لأكثر من 48 عامًا وُلد في 23 أبريل 1907 وتُوفى في 25 سبتمبر 2002.
وُلد بيلي في بوسطن بولاية ماساتشوستس، وتخرج من كلية هارفارد بدرجة بكالوريوس الآداب في عام 1928، ثم تخرّج من كلية هارفارد للحقوق بحصوله على بكالوريوس القانون عام 1932. انتُخب زميلًا في الأكاديمية الأمريكية للفنون والعلوم في عام 1954. وبعد 22 سنة من الممارسة الخاصة في بوسطن، رشحه الرئيس دوايت أيزنهاور للعمل كقاضٍ في محكمة مقاطعة الولايات المتحدة لمقاطعة ماساتشوستس.
جاء وفقًا لتيد مورغان الذي كتب مقالة قانون الولايات المتحدة في القرن العشرين، قثد اجتذب بيلي غضب عضو مجلس الشيوخ جوزيف مكارثي في عام 1955 عندما استخفّ باتهامات الكونغرس ضد ليون كامين. وفي فبراير / شباط 1956، كتب مكارثي شكوى إلى الرئيس أيزنهاور متهمًا فيها القاضي ألدريتش بالتعاطف مع الشيوعيين. وقد علم من صحيفة نيو بدفورد ستاندرد-تايمز أن بيلي رفض في البداية من حيث المبدأ التوقيع على بطاقة إقرار غير شيوعي عند تعيينه كأمير لمستشفى ماساتشوستس التذكاري. رشح حاكم ولاية ماساتشوستس كريستيان هيرتر للوصاية في 2 أغسطس 1955، قبل شهرين من محاكمة كامين. وبحسب مورغان، كتب القاضي أنه «يفضل أن يتنازل عن كتابة اسمه على لوحة المستشفى بدلاً من توقيع البطاقة». وفي النهاية، وقع على البطاقة في 13 سبتمبر بعد أن تم إخباره بأن عدم الامتثال سيسبب إحراجًا كبيرًا لإدارة هيرتر، لكن مكارثي لم يكن راضيًا عن الأخبار التي تفيد بأن ألدريتش قد امتثل في النهاية. تجاهل الرئيس أيزنهاور شكوى ماكارثي.
وفي عام 1959 ، عيّن أيزنهاور بيلي كقاضٍ في محكمة استئناف الولايات المتحدة للدائرة الأولى. خدم بيلي كقاضٍ نشط في الدائرة الأولى من عام 1959 حتى عام 1972، بما في ذلك فترة ولاية رئيس القضاة من عام 1965 إلى عام 1972.
وفي عام 1972، أخذ بيلي مركزًا كبيرًا لكنه استمر في المشاركة في جلسات الاستماع والبتّ في القضايا من خلال وفاته في عام 2002 عن عمرٍ يناهز 95 عامًا.

## حياته الشخصية
تزوج بيلي من إليزابيث بيركينز المُتخرجة من مدرسة باكنغهام وكلية برين ماور.أنجب الزوجان ولدين: ديفيد والشاعر جوناثان ألدريش.
كان القاضي بيلي ألدريتش حفيد مؤلف القرن التاسع عشر توماس بايلي ألدريش.

## روابط خارجية
- Bailey Aldrich at the دليل السير الذاتية للقضاة الاتحاديين  [لغات أخرى]‏, a public domain publication of the Federal Judicial Center.